# فهرست بازیکنان سهمیه بزرگسال در فوتبال المپیک
از المپیک تابستانی ۱۹۹۲، تیم‌های مردان باید متشکل از بازیکنان زیر ۲۳ سال می‌شدند. از المپیک تابستانی ۱۹۹۶، اجازهٔ حضور حداکثر سه بازیکن بالای ۲۳ سال در هر تیم مجاز شد.
این فهرستی از بازیکنان سهیمه بزرگسال در فوتبال المپیک از زمان مسابقات ۱۹۹۶ است.

## آفریقا

### آفریقای جنوبی
| رقابت | بازیکن ۱       | بازیکن ۲     | بازیکن ۳    |
| ----- | -------------- | ------------ | ----------- |
| ۲۰۰۰  | بریان بالویی   | دومیسا نگوبه | انتخاب نکرد |
| ۲۰۱۶  | ایتونملنگ کیون | اریک ماتوهو  | انتخاب نکرد |
| ۲۰۲۰  | رانون ویلیامز  | انتخاب نکرد  | انتخاب نکرد |

### الجزایر
| رقابت | بازیکن ۱     | بازیکن ۲      | بازیکن ۳     |
| ----- | ------------ | ------------- | ------------ |
| ۲۰۱۶  | عبدالغنی دمو | سفیان بن دبکه | بغداد بونجاح |

### کامرون
| رقابت | بازیکن ۱     | بازیکن ۲      | بازیکن ۳    |
| ----- | ------------ | ------------- | ----------- |
| ۲۰۲۰  | سرژ میمپو    | پاتریک ام‌بوما | انتخاب نکرد |
| ۲۰۰۸  | آنتونیو قمسی | گوستاو ببه    | انتخاب نکرد |

### مصر
| رقابت | بازیکن ۱     | بازیکن ۲       | بازیکن ۳    |
| ----- | ------------ | -------------- | ----------- |
| ۲۰۱۲  | احمد فتحی    | محمد ابو تریکه | عماد متعب   |
| ۲۰۲۰  | محمد الشناوی | احمد حجازی     | محمود حمدی  |
| ۲۰۲۴  | محمد الننی   | احمد سید       | انتخاب نکرد |

### گابن
| رقابت | بازیکن ۱    | بازیکن ۲          | بازیکن ۳    |
| ----- | ----------- | ----------------- | ----------- |
| ۲۰۱۲  | دیدیه اوانو | برونو اکوئل مانگا | انتخاب نکرد |

### غنا
| رقابت | بازیکن ۱   | بازیکن ۲    | بازیکن ۳    |
| ----- | ---------- | ----------- | ----------- |
| ۱۹۹۶  | جو آدو     | انتخاب نکرد | انتخاب نکرد |
| ۲۰۰۴  | بافور گیان | انتخاب نکرد | انتخاب نکرد |

### گینه
| رقابت | بازیکن ۱      | بازیکن ۲ | بازیکن ۳     |
| ----- | ------------- | -------- | ------------ |
| ۲۰۲۴  | آمادو دیاوارا | نبی کیتا | عبدالله توره |

### ساحل عاج
| رقابت | بازیکن ۱    | بازیکن ۲    | بازیکن ۳    |
| ----- | ----------- | ----------- | ----------- |
| ۲۰۰۸  | انتخاب نکرد | انتخاب نکرد | انتخاب نکرد |
| ۲۰۲۰  | اریک بایی   | فرانک کسیه  | مکس گریدل   |

### مالی
| رقابت | بازیکن ۱       | بازیکن ۲    | بازیکن ۳    |
| ----- | -------------- | ----------- | ----------- |
| ۲۰۰۴  | فوسینی تانگارا | انتخاب نکرد | انتخاب نکرد |
| ۲۰۲۴  | سلام جدو       | دمبا دیالو  | انتخاب نکرد |

### مراکش
| رقابت | بازیکن ۱        | بازیکن ۲        | بازیکن ۳        |
| ----- | --------------- | --------------- | --------------- |
| ۲۰۰۰  | الحسین اوشلا    | عادل شبوکی      | صلاح‌الدین بصیر  |
| ۲۰۰۴  | نادر المیاغری   | عثمان العساس    | بوشعیب المبارکی |
| ۲۰۱۲  | حسین خرجه       | نورالدین امرابط | انتخاب نکرد     |
| ۲۰۲۴  | منیر مهند محمدی | اشرف حکیمی      | سفیان رحیمی     |